# 日本女子ボクシング協会
日本女子ボクシング協会（にほんじょしボクシングきょうかい、英：Japan Women's Boxing Commission、略称：JWBC）は、日本国内における女子プロボクシングを統括していた団体である。2008年1月17日、解散。女子のプロボクシング団体としては、国内最大の団体であった（解散時約130名）。

## 概要
コミッションも兼ねており、高市早苗がコミッショナーを務めていた。国内や海外で定期的に試合を行っていた。
JWBC発足前はマーシャルアーツ日本キックボクシング連盟にて理事長を務めていた元ウルフ隼人こと山木敏弘の発案により同連盟の興行内で女子ボクシングの試合を挿入しており、シュガーみゆきによる日本人初の女子世界王座奪取が大きな契機となり独立。
なお、キックボクシングジムが母体であり、日本ボクシングコミッション（JBC）とは繋がりはなかった。そのため発足当初、選手の大半はキックボクシングからの転向あるいは掛け持ちが占めていた（前出のシュガーみゆきもシュートボクシングからの転向だった。また、亜利弥’、藤井巳幸ら現役女子プロレスラーの参戦もあった。なお、1990年代の海外女子ボクシングでもルシア・ライカ、レジーナ・ハルミッヒ、ブリジット・ライリーらキックから転向した名ボクサーが多かった）。しかし、次第にボクシングだけをする女性が増え、多数の世界王者も誕生した。JBCが女子の参加を認めるまでは、JWBCがプロテストを行っていた。
世界王座・ランキングは基本的にどの団体でも認めていたが、国内で開催された世界戦は歴史の浅い女子国際ボクシング協会（WIBA）に限られた。WBA・WBCを含む他団体のタイトルマッチはJBCへの配慮などから専ら海外で行われた。これがJBCの女子解禁に繋がったともされる。

## 歴史
- 1999年4月 - ニュージーランド出身の女子キックボクサーマリー・スピードらによって設立。本部は東京都世田谷区北沢の山木ジム。

- 1999年5月31日 - 北沢タウンホールにおいて女子ボクサーだけの初の単独興行「LADY GO」が開催される（初代ミニフライ級王座決定トーナメント他全8試合）。

- 1999年8月9日 - 初代ミニフライ級王座に中沢夏美が就く。

- 2000年5月8日 - 第4回大会において、ライカがデビュー戦をKO勝ち。

- 2000年8月5日 - JWBC初の世界戦として高野由美が韓国・ソウルでIFBAジュニアフライ級に挑戦。

- 2000年12月12日 - 第5回大会が開催され、ライカと八島有美が初の国際戦を経験、ともに勝利を収めた。

- 2001年3月2日 - 初代フライ級王座決定トーナメントが行われる。

- 2002年1月 - ライカの自伝「私は居場所を見つけたい」が発刊される。

- 2002年2月3日 - 初代フェザー級王座決定戦、初代フライ級王座決定戦が行われる。フェザー級王座にはライカが、フライ級王座には八島有美が就く。

- 2002年4月29日 - ライカが世界フェザー級王者レイラ・マッカーターと対戦、判定負け。

- 2002年9月7日 - ディファ有明にて国際戦他、全7試合が行われる。

- 2002年12月18日 - 代々木第二体育館において、JWBC初開催となる世界戦他全6試合が行われる。デビュー10戦目でライカが日本女子初の世界王座を獲得。初の民放放送(テレビ朝日)が決定、翌年1月25日オンエア。

- 2003年6月25日 - 六本木ヴェルファーレにおいて、ライカの世界戦、初代バンタム級王座決定戦他、全10試合が行われる。バンタム級王座にマーベラスが就く。

- 2003年11月30日 - 六本木ヴェルファーレにおいて、ライカの初防衛戦他、全6試合が行われる。ライカはシャロン・アニオスを制し、世界戦初防衛に成功。

- 2004年5月23日 - 六本木ヴェルファーレにおいて、ライカの2度目の防衛戦他、全6試合が行われる。ライカはシェルビー・ウォーカーを2RKOに退け、防衛に成功。

- 2004年9月18日 - 京都府立体育館において、協会初の地方興行が行われる。ライカが3度目のタイトル防衛に成功、袖岡裕子が世界ミニフライ級タイトルを獲得。

- 2005年3月13日 - 六本木ヴェルファーレにおいて、ライカのスーパーフェザー級王座決定戦他5試合が行われる。フェザー級王座を返上、2階級制覇を狙ったライカであったが敗退。

- 2005年6月12日 - 北沢タウンホールにて興行、IBF日本の女子部門から山木うのが初参戦も片山由美に初回TKO負。

- 2005年10月1日 - 六本木ヴェルファーレにおいて、ライカの復帰戦他5試合が行われる。ライカはアメリカのカリスマ、ベリンダ・ララキュエントを判定で下す。

- 2005年11月5日 - WBC世界ミニマム級王座決定戦が、タイ・バンコクの刑務所にて行われる。世界初の監獄マッチに出場した菊地奈々子が王座を獲得。

- 2005年11月12日 - 韓国オクチョンにて行われたOPFBA東洋フライ級王座決定戦において、ツナミがデビュー3戦目でタイトルを獲得。

- 2006年 - 沢田真理率いるMAX女子ボクシングジムによりMAX日本女子プロボクシング協会が設立され、事実上の国内団体分裂となったが、立ち消えに。

- 2006年5月20日 - 韓国チャンウプにて行われたIFBA世界スーパーライト級王座決定戦において、ライカがタイトルを獲得。ライカは日本女子初の2階級制覇達成。

- 2006年12月15日 - 新宿FACEで、WIBA世界ライト級王座決定戦が行われ、ライカがタイトルを獲得し、3階級制覇達成。

- 2008年よりJBCが女子の参加を決めたことと、それに伴い主管である山木ジムの日本プロボクシング協会加盟のため同年1月17日をもって発展的解消となった。

## その後
JWBCを主催していた山木ジムは、女子ボクシング発展の功績から女子ボクシング専用ジムとしての活動・代表者名義譲渡不可能・議決権無しを条件に東日本ボクシング協会加盟料金1000万円を特例で免除され2008年に特殊加盟、2016年正式加盟。
一方で、山木ジムを除くJWBC所属選手は、プロボクサーとしての活動を継続するには、最高1000万円の加盟料を支払って所属ジムが各日本協会に加盟するか各日本協会加盟のジムに移籍しなければならなくなった。
JBCプロテスト受験資格は33歳未満であるが、2008年内は経過措置として王座獲得者など実績を上げた選手については特例として受験が認められ、受験当時44歳だった猪崎かずみは男女通じて最高齢選手となった。2009年に入って経過措置は終了したが、希望者多数のため、37歳未満でJBCが定める健康診断を通った者に限り同年6月から12月31日まで経過措置を延長し、延長終了後もアマチュア3階級制覇の好川菜々のように特例として受験が認められた選手が存在する。
最初にJBCライセンスを取得できたのはアマチュア選手を含め30名程度で、JBCプロテスト不合格者やキックボクシング・総合格闘技との兼業禁止で国際式の活動を断念した選手を含む大量の浪人選手が出ることになったが、JWBCで活動しながらもJBCライセンスを取得できなかった選手の処遇は決まっていない。中には前出の猪崎（花形→鴨居）のようにJWBC時代からJBC及び各日本協会管轄下のジムにジム名を変えて所属したボクサーもいたが、彼女らも例外ではない。
その後、2009年よりビータイトプロモーションが中心となって女子スパーリング大会「なでしこファイト」が開始され、ジムを問わずJWBC時代に活躍した選手も参加しているため、年齢制限でプロテスト受験できなかった選手も含めた新たな受け皿として期待される。
一方で、JBCもライセンスを持たない各日本協会加盟ジム練習生を対象とした「女子ボクシング準公式戦 プロトライアルマッチ」を2010年に開始。他格闘技の選手を含め門戸を開放する方針である。
さらに同年旗揚げされたボクシング型格闘技「BOXFIGHT」も女子部門を創設。兼業選手の新たな活躍の舞台として提供される見込みである。

## JWBC出身のボクサー
（）内はJWBC時代のリングネーム。

### JBCプロボクサー
太字は現役。☆はJBC女子第1期。
- 相川周子
- 青木沙耶香（サヤカ）
- 綾川環（玉木彩）
- 池山直
- 猪崎かずみ☆
- 石川範子
- 伊藤知子☆
- 伊藤まみ☆
- 江口凡子
- 大内さくら（SAKURA）☆
- 小田美佳☆
- 片山由美
- 上村里子☆
- 神田桃子
- 菊川未紀☆
- 菊地奈々子☆
- 久保真由美☆
- 黒田陽子
- 古賀友子☆
- 小林悠梨☆
- 櫻田由樹
- つのだのりこ（NORIKO）
- 天海ツナミ（ツナミ）☆
- 天空ツバサ（ツバサ）☆
- 天心アンリ（アンリ）☆
- 東郷理代
- 西田久美子☆
- 野口智代（郷岬）☆
- 風神ライカ（ライカ）☆
- 藤本奈月☆
- 藤本りえ☆
- 丸山礼子
- 水谷智佳☆
- 宮尾綾香（アヤカ）
- 山口直子
- 横関夏芽（青山範子）

### JBC外で活動
- 藤澤ノリ - フジワラジム（JBC非加盟）主催興行で1試合のみ
- 岡田敦子 - BOXFIGHT
- ジェット・イズミ - BOXFIGHT
- 山木うの